# Llac de Kuril
Llac kuril o llac kurile és una caldera i llac de cràter a Kamtxatka, Rússia.
La seva superfície és de 77 km² amb una fondària mitjana de 176 m, i una fondària màxima de 306 m. És una de les zones més grans de posta d'ous de salmó roig d'Euràsia.